# Corneille Mertens
Pour les articles homonymes, voir Mertens.
Corneel (Corneille) Mertens, né le 29 janvier 1880 à Anvers et décédé le 18 mars 1951 à Bruxelles fut un syndicaliste et homme politique belge socialiste.
Mertens fut relieur dès ses 11 ans d'âge. En 1911, il devint secrétaire de la Commission Syndicale et déménagea à Bruxelles. En 1913, il devint membre du bureau exécutif du parti ouvrier belge. Après-guerre, il devint secrétaire général de la Commission Syndicale (1921), président de la centrale des Relieurs (1924) et sénateur coopté de 1925 à 1949. Mertens fut actif au Bureau international du travail. 

## Sources
- Bio sur ODIS